# دوري كرة القدم الغربي 1965–66
دوري كرة القدم الغربي 1965–66 (بالإنجليزية: 1965–66 Western Football League)‏ هو موسم من دوري كرة القدم الغربي ‏. فاز فيه Welton Rovers F.C. ‏.